# Centralkirkegård
|  | Denne artikel omhandler krigskirkegårde i Danmark. Centralkirkegård (Zentralfriedhof) er også betegnelsen for visse større kirkegårde i flere tyske og østrigske byer. |
Under besættelsen blev der udpeget fem arealer, der skulle fungere som kirkegårde for bl.a. de allierede piloter, tyskerne skød ned. Disse blev benævnt centralkirkegårde.
I starten af besættelsestiden forelå ingen faste regler for, hvor en falden allieret pilot skulle begraves. De blev derfor ofte begravede på kirkegårde, der lå i nærheden af militære installationer eller blot på nærmeste kirkegård. Fra 1942 tog overflyvningerne til, hvilket efterhånden også gav flere faldne. Dette foranledigede et fast regelsæt. Man oprettede fem centralkirkegårde, hvor der også var truffet aftaler med myndighederne i Danmark. De fem kirkegårde skulle hver dække et nøje afgrænset område.
Efter befrielsen besluttede USA's forsvar at forflytte deres egne faldne enten til US Military Cemetry Neuville en Condroz i Belgien eller til militære begravelsespladser i USA.
De fem udpegede områder blev: Fovrfeld Gravlund, Frederikshavn Krigskirkegård, Lemvig Kirkegård, Svinø Mindelund og Aabenraa Kirkegård. De blev oprettet på tysk initiativ.
Der er begravet mange flere allierede flyvere på andre danske kirkegårde i Danmark.